# 中川敏明
中川 敏明（なかがわ としあき、1956年8月19日 - ）は、熊本県出身のプロゴルファー。

## 来歴
1975年に東城陽ゴルフ倶楽部に研修生として入社し、1980年にはプロテストで合格。
1981年には美津濃プロ新人で優勝し、1982年のアジアサーキット・マレーシアオープンでは2日目に日本勢では市川幹雄・田中泰二郎に次ぐ9位タイに着け、帰国後の関西プロでは倉本昌弘・日下敏治・山本政彦と並んでの4位タイに入った。
ホームコースの東城陽GCで行われていた大阪オープンでは1984年、1986年、1989年に優勝し、1987年には磯村芳幸と並んで井上智夫の2位タイに入った。
1987年の関西オープンでは吉川一雄と並んでの5位タイ、1988年の仙台放送クラシックでは10位に入った。
1989年には関西オープンで金山和雄・中村通と並んでの2位タイに入り、後楽園カップで優勝  。
1990年にはペプシ宇部では高橋勝成・金子柱憲と並んでの3位タイ、関西オープンでは甲斐俊光と並んでの9位タイに入り、スポーツ振興オープンで優勝  。
1991年には日本プロでは中嶋常幸・河村雅之・倉本昌弘・湯原信光・横島由一と並んでの3位タイと健闘し、1998年のサンコーグランドサマーを最後にレギュラーツアーから引退。
2013年のフィランスロピーシニアでは初日に7バーディ、ノーボギーの64で7アンダー、東聡、デビッド・イシイ（アメリカ）に1打差ながら、同年からシニアツアーに加わった同大会のオープニングゲームで単独首位に立った。
現在は所属する東城陽GCでラウンドレッスンを担当 。

## 主な優勝
- 1981年 - 美津濃プロ新人
- 1984年 - 大阪オープン
- 1986年 - デサント大阪オープン
- 1989年 - デサント大阪オープン、’89後楽園カップ（第1回）
- 1990年 - スポーツ振興オープン